# Окрошка
Искрошить разных жарких мяс, с луком, огурцами и сметаною; и посоля налить огуречным разсолом, или квасом, или кислыми штями.
Как вам это сказать? Окрошка — это крошка

Яиц крутых и мяса. Молока, —

Не молока, а вроде, — да, сметаны

Вливают эти готтентоты… в квас!

И «кушанье» готово.
Окро́шка (рег. квас) — традиционный холодный суп русской кухни, который готовят в весенне-летний период. Традиционными компонентами окрошки являются хлебный (ржаной, ячменный) квас, свежие огурцы, укроп, растёртый с солью зелёный лук, столовая горчица, крутое яйцо и сметана. Ингредиенты окрошки измельчают, крошат, что отражено в названии супа. В переносном смысле слово «окрошка» употребляется в значении «смесь, смешение разнородных понятий и предметов».
Окрошка произошла от примитивных крестьянских кушаний: редьки с луком и квасом, тюри из кваса, лука и сухарей, постепенно к ним стали добавлять другие продукты: огурцы, репу, картофель, яйца, мясо, грибы. Вплоть до начала XIX века окрошку подавали не как первое блюдо, а как закуску: отдельно нарезанные продукты и в специальных кувшинах заправленный квас. Различные овощи и кислый квас в составе окрошки являются хорошими возбудителями аппетита. В. А. Лёвшин в своём труде «Русская поварня» 1816 года определил мясную окрошку в холодные блюда первой подачи и рекомендовал использовать для неё остатки «жареного мяса разного: четвероногих, птиц домовых и диких». Лучше всего для окрошки, по его мнению, подходит индейка, тетерев и поросёнок. Обобранное с костей мясо требовалось мелко покрошить с луком, солёными и свежими огурцами и мякотью солёной сливы, перемешать, «стоптать ложкою» и залить огуречным или сливовым рассолом с уксусом, а когда настоится, при подаче развести квасом. Согласно рецепту В. А. Лёвшина из раздела «Постный стол», рыбную окрошку готовили из остатков разных жареных рыб с отваренной солёной осетриной или белужиной, отварной свёклой и солёными огурцами и приправляли хреном, перцем, маслом и уксусом.
Рецепты современной окрошки классифицируют в зависимости от наборов добавляемых к основе продуктов: мясных, рыбных и грибных. Для мясной окрошки выбирают нежирное мясо, так как в холодном квасе жир застывает и придаёт супу неприятный вкус. Окрошка с отварной говядиной или телятиной называется «мясная», с говядиной, ветчиной и языком — «сборная». Рыбная окрошка с вяленой или копчёной рыбой именуется «кавардак». В овощную окрошку добавляют отварные морковь, картофель и репу. Современная окрошка существует в разных вариациях, и самое главное в хорошо приготовленной окрошке, по утверждению В. В. Похлёбкина, — вкусовое сочетание её ингредиентов между собой, правильное соотношение между ними и жидкостью, обеспечивающее характерный «окрошечный вкус».
В окрошку с морепродуктами идёт варёное мясо морских гребешков и кальмаров, из дичи — мясо рябчиков и куропаток, в грибную — солёные или маринованные грибы с мочёным яблоком, в овощную — цветная капуста, в уральской окрошке свежие огурцы заменяют квашеной капустой. Окрошку гарнируют также докторской колбасой и редисом, что некоторыми экспертами считается грубым отступлением от классической рецептуры. Рыбные окрошки, по сведениям В. В. Похлёбкина, постепенно выходят из употребления как менее вкусные, чем мясные или овощные.
По мнению авторов книги «Русская кухня: традиции и обычаи» для окрошки лучше всего подходит квас домашнего приготовления, на ржаном хлебе, который делают менее сладким, чем квас промышленного производства. В. В. Похлёбкин рекомендовал белый квас, более кислый, чем обычный питьевой. Чтобы окрошка не была пресной, квас заправляют яичными желтками, смешанными до однородной массы со сметаной, горчицей, хреном, солью и сахаром. Окрошку также готовят на кислых щах, огуречном или капустном рассоле, кефире, кислом молоке, молочной сыворотке, пахтанье и ацидофилине, кисломолочные продукты разводят кипячёной холодной водой. Перед подачей окрошку обычно посыпают рубленой зеленью укропа, используют охлаждённые тарелки, к супу часто предлагают хрен, редьку и кусочки льда на розетке. Окрошку готовят непосредственно перед сервировкой, постояв даже недолгое время, окрошка, как и многие другие холодные супы, «отмокает» и теряет во вкусе.
Окрошка нашла отражение в русской культуре. В русской народной сказке «Лиса и журавль» Лиса угощала Журавля манной кашей, размазанной по тарелке, а он её в ответ — окрошкой из кувшина с малым горлышком. В «Записках ружейного охотника Оренбуржской губернии» С. Т. Аксакова утверждается, что само мясо журавлей годится в окрошку. Обломов у И. А. Гончарова мечтает о пикниках с самоваром и десертом в берёзовой роще или на коврах между стогами в поле перед обедом с окрошкой и бифштексом.